# Podravske Sesvete
Gmina Podravske Sesvete (chorw. Općina Podravske Sesvete) – miejscowość i gmina w Chorwacji, w żupanii kopriwnicko-kriżewczyńskiej. W 2011 roku liczyła 1630 mieszkańców.